# 羅斯 (阿肯色州)
羅斯（英語：Ross）是位於美國阿肯色州波普縣的一個非建制地區。該地的面積和人口皆未知。

## 地理
羅斯的座標為35°27′18″N 93°15′12″W / 35.45500°N 93.25333°W，而該地的平均海拔高度為240米（即787英尺）。